# Бжезінкі-Нові
Бжезінкі-Нові (пол. Brzezinki Nowe) — село в Польщі, у гміні Тчув Зволенського повіту Мазовецького воєводства.
Населення — 250 осіб (2011).
У 1975-1998 роках село належало до Радомського воєводства.

## Демографія
Демографічна структура станом на 31 березня 2011 року:
|          | Загалом | Допрацездатний вік | Працездатний вік | Постпрацездатний вік |
| -------- | ------- | ------------------ | ---------------- | -------------------- |
| Чоловіки | 122     | 29                 | 76               | 17                   |
| Жінки    | 128     | 26                 | 69               | 33                   |
| Разом    | 250     | 55                 | 145              | 50                   |